# Willi Kohlhoff
Willi Kohlhoff (* 7. April 1906 in Berlin; † 9. Juni 1988) war ein deutscher Illustrator, Comiczeichner und -autor. Er war vor allem durch seine Illustration von Romanen und die Umsetzung von Romanvorlagen in Comicform bekannt.
Mit Das Wrack des Piraten und Nach dem Schiffbruch illustrierte Kohlhoff, der hauptsächlich für den Gerstmeyer Verlag bzw. dessen fingierten Herausgebern arbeitete, Romane von Friedrich Gerstäcker. Weiterhin veröffentlichte er, der ursprünglich Kriminalbeamter war und nach dem Krieg als Werbegrafiker und Illustrator gearbeitet hatte, James Fenimore Coopers Wildtöter als Comic. Nach der Vorlage Daniel Defoes schuf er die Comicreihe Robinson, die später ebenso wie Texasreiter Hot Jerry, eine Erfindung Kohlhoffs, für die er lange Zeit einen Verleger suchte, an Helmut Nickel übertragen wurde. Seine Karriere als Comiczeichner endete, als er 1955 eine feste Anstellung als Tatortzeichner bei der Berliner Polizei erhielt. Im Gegensatz zu Nickel hielt Kohlhoff, von dem auch die Serien Wildtöter und Tajo Tagori stammten, sich strenger an die jeweiligen literarischen Vorlagen. Nach seiner Pensionierung schuf Kohlhoff mehrere Cover für die Fanpiccoloreihe Jarro sowie diverse Ölgemälde.